# Bernard Fisher (Mediziner)

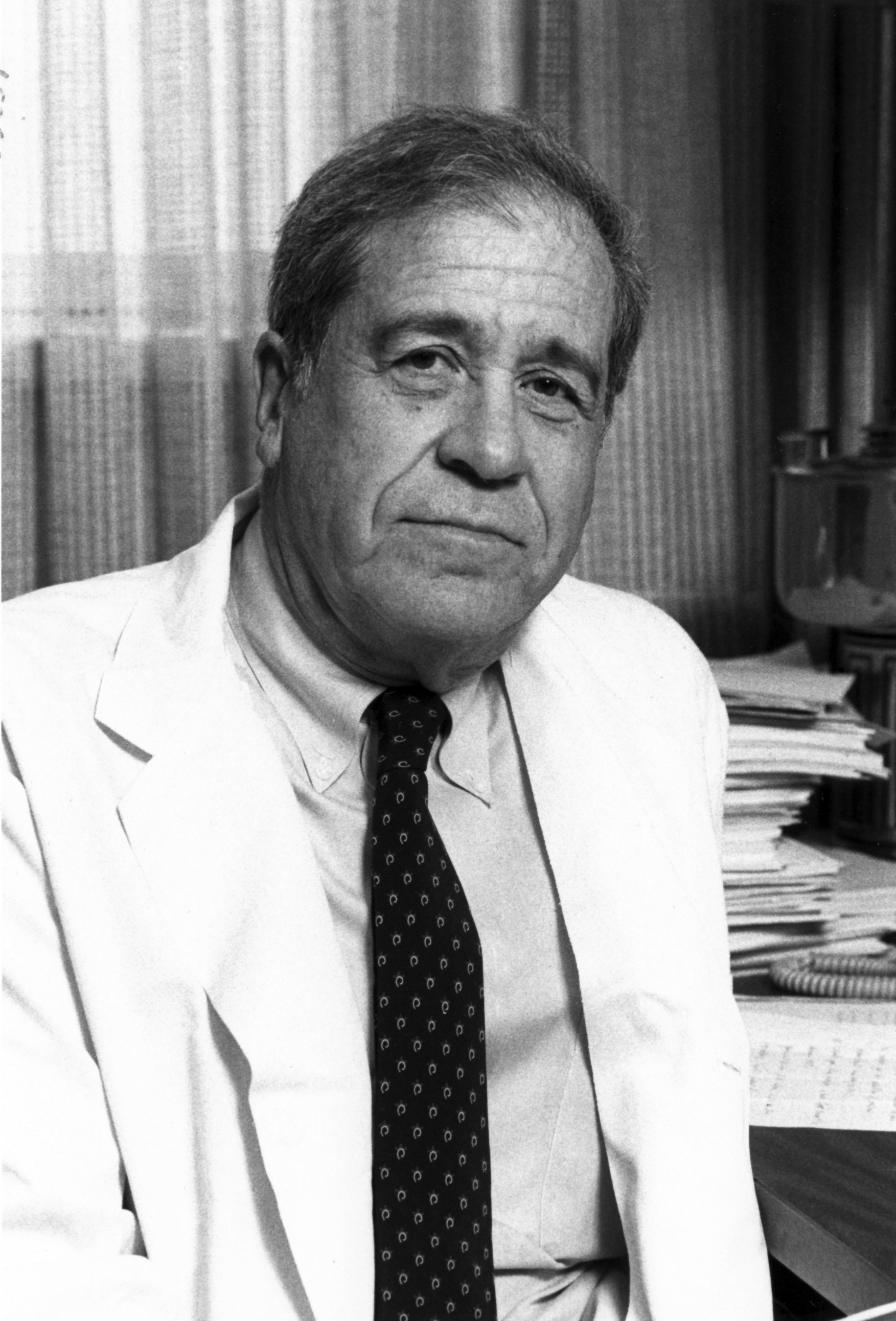
Bernard Fisher (ca. 1980)

Bernard Fisher (* 23. August 1918 in Pittsburgh; † 16. Oktober 2019 ebenda) war ein US-amerikanischer Arzt, Wissenschaftler und Pionier in der Erforschung und Behandlung des Brustkrebses. Er war Vorsitzender des National Surgical Adjuvant Breast Project an der medizinischen Fakultät der University of Pittsburgh.
Seine Forschung führte dazu, dass frühe Stadien von Brustkrebs heute nur selten durch radikale Mastektomien und eher mit brusterhaltenden Lumpektomien in Kombination mit Strahlen-, Chemo- und Hormontherapie behandelt werden. Das onkologische Journal The ASCO Post beschrieb Fishers Forschung als „wegweisend“. Es sei Fisher zu verdanken, so ein anderes Fachmagazin, dass die Überlebensraten bei Brustkrebs weltweit stark angestiegen sind.

## Leben
Fisher besuchte bis 1936 die Taylor Allderdice High School. Er absolvierte bis 1943 ein Medizinstudium an der University of Pittsburgh und machte anschließend eine Ausbildung zum Chirurgen. Fisher wurde Assistant Professor an der University of Pittsburgh und gründete das Institut für chirurgische Forschung, dessen Direktor er wurde. Zu seinen frühen Forschungsinteressen gehörte die Leberregeneration bei Ratten, die physiologischen Effekte der Hypothermie und die Abstoßungsreaktionen bei Transplantaten. Neben der Forschung arbeitete er als Allgemein- und Gefäßchirurg. Er war einer der ersten Chirurgen, die Lebertransplantationen durchführten.
Zwischen 1950 und 1952 war er Fellow in Experimentalchirurgie an der University of Pennsylvania. 1955 war er Gastwissenschaftler an der London Postgraduate Medical School am Hammersmith Hospital, wo er vor allem sein Wissen im Bereich der Transplantationen ausbauen konnte.
Im Frühjahr 1957 bat ihn sein früherer Mentor Isidore Schwaner Ravdin um eine Rückkehr an die University of Pittsburgh. Ravdin war zu diesem Zeitpunkt Vorsitzender des Clinical Studies Panel des Cancer Chemotherapy National Service Center am National Institutes of Health (NIH). Fisher sollte mit 22 anderen Chirurgen die Einrichtung eines Projekts diskutieren, das die Chemotherapie und den chirurgischen Eingriff bei Brustkrebs verbinden sollte und später als „National Surgical Adjuvant Breast and Bowel Project“ (NSABP) etabliert wurde.
Fisher erzählte später, dass er ursprünglich überhaupt kein Interesse an Brustkrebs gehabt habe. Nachdem NIH-Treffen habe er aber bemerkt, wie wenig Informationen es zur Biologie des Brustkrebses gegeben habe und wie wenig Interesse bestanden habe, Brustkrebs zu verstehen. Er habe gesehen, wie wichtig randomisierte klinische Studien und statistische Analysen seien, um die Studien auszuwerten. Er gab die Leber- und Transplantationsforschung auf und begann, sich mit seinem Bruder Edwin, einem Pathologen, intensiv mit der Biologie und dem Metastasenwachstum des Brustkrebses auseinanderzusetzen.
1958 nahm Fisher an der ersten randomisierten klinischen Studie teil, die die Erfolge einer systemischen Therapie bei Brustkrebs nach Mastektomie untersuchen sollte. Die Studie mit mehr als 800 Teilnehmerinnen zeigte, dass eine Chemotherapie mit Thiotepa die Überlebensraten von Frauen vor der Menopause signifikant steigerte.
Am 9. Mai 1967 wurde Fisher zum Vorsitzenden der NSABP bestimmt. In der folgenden Zeit widmete er sich ganz der Erforschung des Brustkrebses und untersuchte in Studien die Wirksamkeit von Lumpektomien, Mastektomien und Lumpektomien nach Chemotherapie und Bestrahlung. Das Team Fishers widmete sich außerdem der Biologie von Metastasen. Dabei widerlegte man die These von William Stewart Halsted, dass Tumore in umliegende Gewebe streuen würden und konnte nachweisen, dass Krebszellen durch das Blut und das Lymphsystem verteilt werden. In den späten 1960er-Jahren konnte Fisher nachweisen, dass die radikale Mastektomie nicht effektiver ist als die einfache Mastektomie und die Totalmastektomie nicht effektiver als die Lumpektomie.
Fisher warb bei den Kollegen konsequent darum, die radikale Mastektomie nur noch in Ausnahmefällen anzuwenden, traf aber auf Widerstand. Chirurgen warfen ihm vor, sein Team gefährde die Gesundheit der Frauen. Fisher beschrieb diesen Widerstand später immer wieder als „erheblich“. Erst in den 1970er-Jahren fanden Fishers Argumente zunehmend Gehör, insbesondere bei Frauenrechtsaktivistinnen. Diese warfen den Ärzten vor, die Mastektomie sei ein typisches Beispiel für den Sexismus im Gesundheitssystem der USA. Fishers Ideen wurden von den Frauenrechtlerinnen unterstützt und damit auch zum Politikum. Letztlich wurden Fishers Behandlungsmethoden in den 1980er-Jahren zum Standard, nachdem das New England Journal of Medicine zwei Studien Fishers veröffentlichte, die seine früheren Thesen belegten.
1986 ernannte man Fisher zum Distinguished Service Professor of Surgery. 1994 gab er dann den Vorsitz der NSABP auf.
Er starb am Abend des 16. Oktober 2019 im Alter von 101 Jahren.

## Bedeutung
Fishers Werk veränderte den Umgang mit Brustkrebs grundlegend. Die Laudatio zur Verleihung des Albert Lasker Awards lobt Fishers Forschungen, die gezeigt hätten, „dass regionale Lymphknoten nicht etwa eine Barriere bei der Streuung von Tumorzellen sind, wie man früher annahm, sondern von Tumorzellen überschritten werden und Zugang zum Blut und dem Lymphsystem bekommen.“
Fisher war der erste, der bewies, dass die weniger invasive Lumpektomie in den meisten Fällen genauso wirksam ist wie die radikale Mastektomie. Er zeigte auch, dass eine postoperative Chemotherapie und eine Hormontherapie effektive postoperative Behandlungen sein können. Fisher entdeckte, dass Metastasen des Brustkrebses nicht allein von anatomischen Gegebenheiten abhängen, sondern auch von der biologischen Aktivität des Tumors und des Körpers." Er war der erste Wissenschaftler, der die These, Krebserkrankungen seien "autonom vom Körper" ablehnte und argumentierte, dass "feste Tumore wie etwa Brustkrebs wahrscheinlich systemisch sind […] und potentiell Metastasen auslösen können.” Außerdem organisierte Fisher die erste Studie zur Untersuchung des Nutzens von Tamoxifen, die zeigte, dass das Erkrankungsrisiko bei Risikopatientinnen um 50 Prozent sank.
Fisher hat nicht nur die Behandlung des Brustkrebses entscheidend mitgeprägt, sondern gilt als Pionier in der Nutzung von randomisierten kontrollierter Studien als Mittel klinischer Studien.  Sein frühes Werk über Metastasen gilt als wegweisend für spätere Forschungen zur Streuung von Brustkrebs.

## Mitgliedschaften
Fisher war seit 1985 Mitglied des Institute of Medicine der National Academy of Sciences. 1991 wurde er zum Fellow der American Association for the Advancement of Science gewählt. Das Weiße Haus berief ihn in das National Cancer Advisory Board und in ein Beraterteam des US-Präsidenten. Er war 1992/93 Präsident der American Society of Clinical Oncology und von 1988 bis 1991 Vorstandsmitglied der American Association for Cancer Research.

## Auszeichnungen und Ehrungen
Fisher erhielt 1985 den Albert Lasker Clinical Medical Research Award für seine Erforschung des Brustkrebses. 2006 verlieh man ihm den American Association for Cancer Research Award for Lifetime Achievement in Cancer Research und den Jacobson Innovation Award. Fisher erhielt außerdem 1992 den Dr. Josef Steiner Krebsforschungspreis, 1993 den Kettering-Preis, 2003 das Medallion for Scientific Achievement der American Surgical Association, 1986 die Medal of Honor der American Cancer Society und viele weitere Auszeichnungen chirurgischer und onkologischer Fachgesellschaften.
Zu Ehren Fishers richtete die University of Pittsburgh 2005 die „Dr. Bernard Fisher Professur für Chirurgie“ ein. Er erhielt die Ehrendoktorwürde der Yale University (2004), der Carlow University, der Mount Sinai School of Medicine der City University of New York und der University of Pittsburgh.